# Vườn quốc gia Mu Ko Chang
Vườn quốc gia Mu Ko Chang (tiếng Thái: อุทยานแห่งชาติหมู่เกาะช้าง) nằm ở Ko Chang, tỉnh Trat, miền đông Thái Lan. Nó là một công viên quốc gia biển diện tích khoảng 650 kilômét vuông (250 dặm vuông Anh), với hơn 52 đảo. Hòn đảo đáng chú ý nhất trong quần đảo này là Ko Chang. Được thành lập vào năm 1982, nó được IUCN xếp loại II để vệ các rạn san hô.